# Кірхгундем
Кірхгундем (нім. Kirchhundem) — громада в Німеччині, знаходиться в землі Північний Рейн-Вестфалія. Підпорядковується адміністративному округу Арнсберг. Входить до складу району Ольпе.
Площа — 147,9 км2. Населення становить 11 353 ос. (станом на 31 грудня 2020).